# Septum alvéolaire
 (octobre 2017).
Si vous disposez d'ouvrages ou d'articles de référence ou si vous connaissez des sites web de qualité traitant du thème abordé ici, merci de compléter l'article en donnant les références utiles à sa vérifiabilité et en les liant à la section « Notes et références ».
Le septum alvéolaire sépare les alvéoles adjacentes dans le tissu pulmonaire. Les composants minimaux d'une cloison alvéolaire sont constitués des membranes basales de l'épithélium alvéolaire (principalement des pneumocytes de type I) et de l'endothélium capillaire. Des cloisons alvéolaires plus épaisses peuvent également contenir des fibres élastiques, du collagène de type I, des cellules interstitielles, des cellules musculaires lisses, des mastocytes, des lymphocytes et également des monocytes.